# Odds and Sods
Odds and Sods is een periodeverzameling van de Britse rockband The Who.

## Geschiedenis
In de herfst van 1973, terwijl Roger Daltrey, Pete Townshend en Keith Moon zich aan het voorbereiden waren voor de verfilming van Tommy, was John Entwistle bezig met het samenstellen van een album om het omgeremde bootleggen van concerten tegen te gaan. Hij en de producent van zijn eigen soloalbums (John Alcock) stelden daarop Odds and Sods samen uit verschillende andere albums. Twee hele lp's werden verzameld, maar er werd er slechts één uitgebracht. Daarentegen heeft het album de grote vraag naar bootlegs niet kunnen stoppen vanwege het onuitgegeven materiaal en omdat er al veel liedjes van het album waren vastgelegd.
Het materiaal dat op de tweede, onuitgegeven, lp had moeten staan, is op de geremasterde cd-versie opgenomen, die in 1998 werd uitgebracht.

## Nummers
(Alle nummers zijn geschreven door Pete Townshend, tenzij aangegeven.)

### Odds and Sods(origineel album uit 1974)
1. "Postcard " (Entwistle) – 3:27
2. "Now I'm a Farmer" – 3:59
3. "Put the Money Down" – 4:14
4. "Little Billy" – 2:15
5. "Too Much of Anything" – 4:26
6. "Glow Girl" – 2:20
7. "Pure and Easy" – 5:23
8. "Faith in Something Bigger" – 3:03
9. "I'm the Face" (Meaden) – 2:32
10. "Naked Eye" – 5:10
11. "Long Live Rock" – 3:54

#### Geremasterde cd 1998
1. "I'm the Face" (Meaden) – 2:27
2. "Leaving Here" (Dozier, B. Holland, E. Holland) – 2:12 (niet eerder uitgegeven)
3. "Baby, Don't You Do It" (Dozier, B. Holland, E. Holland) – 2:27 (niet eerder uitgegeven)
4. "Summertime Blues" (Capehart, Cochran) – 3:13 (niet eerder uitgegeven)
5. "Under My Thumb" (Jagger, Richards) – 2:44
6. "Mary Anne with the Shaky Hand" – 3:21
7. "My Way" (Capehart, Cochran) – 2:26 (niet eerder uitgegeven)
8. "Faith in Something Bigger" – 2:59
9. "Glow Girl" – 2:24
10. "Little Billy" – 2:17
11. "Young Man Blues" (alternatieve studioversie) (Allison) – 2:44 (niet eerder uitgegeven)
12. "Cousin Kevin Model Child" – 1:24 (niet eerder uitgegeven)
13. "Love Ain't for Keeping" – 4:03 (niet eerder uitgegeven)
14. "Time Is Passing" – 3:29 (niet eerder uitgegeven)
15. "Pure and Easy" – 5:21
16. "Too Much of Anything" – 4:21
17. "Long Live Rock" – 3:56
18. "Put the Money Down" – 4:29
19. "We Close Tonight" – 2:56 (niet eerder uitgegeven)
20. "Postcard" (Entwistle) – 3:30
21. "Now I'm a Farmer" – 4:06
22. "Water" – 4:39
23. "Naked Eye" – 5:26

## Bezetting
Voor meer gedetailleerde informatie, zie Bezetting van The Who.
- Roger Daltrey - zang
- Pete Townshend - gitaar, piano, synthesizer, zang
- John Entwistle - basgitaar, koper, zang
- Keith Moon - drums, zang

## Productieteam
- John Alcock - albumcompilatie
- Chris Charlesworth - uitvoerend producer, hoestekst
- Bill Curbishley - uitvoerend producer
- Roger Daltrey - albumhoesontwerp
- John Entwistle - albumcompilatie
- Richard Evans - artdirection
- Graham Hughes - albumhoesontwerp, fotografie, ontwerpconcept
- Glyn Johns - associate producer
- Kit Lambert - producent
- Andy MacPherson - hermixage
- Pete Meaden - producent
- Chris Parmeinter - producent
- Robert Rosenberg - uitvoerend producer
- Pete Townshend - hoestekst